# PTPS Piła

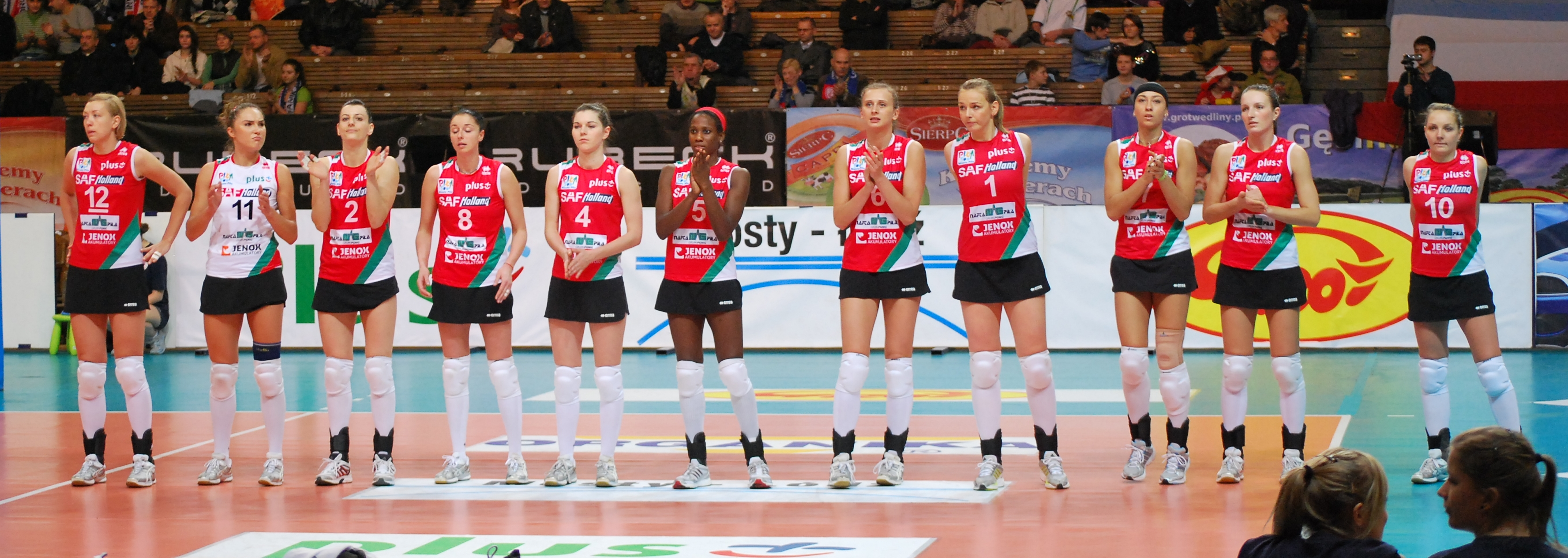
Zawodniczki PTPS-u Piła w sezonie 2011/2012

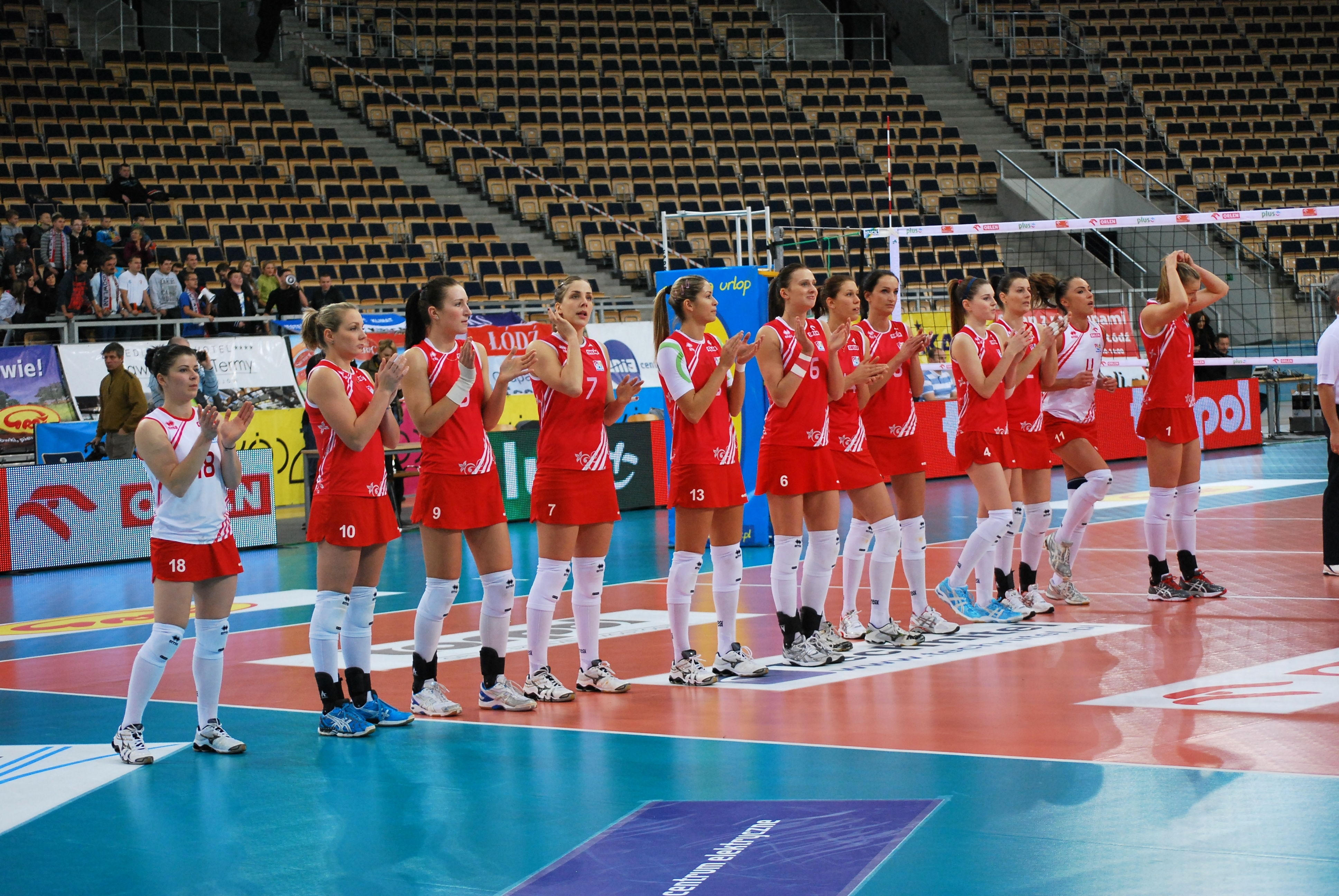
Zawodniczki PTPS-u Piła w sezonie 2012/2013

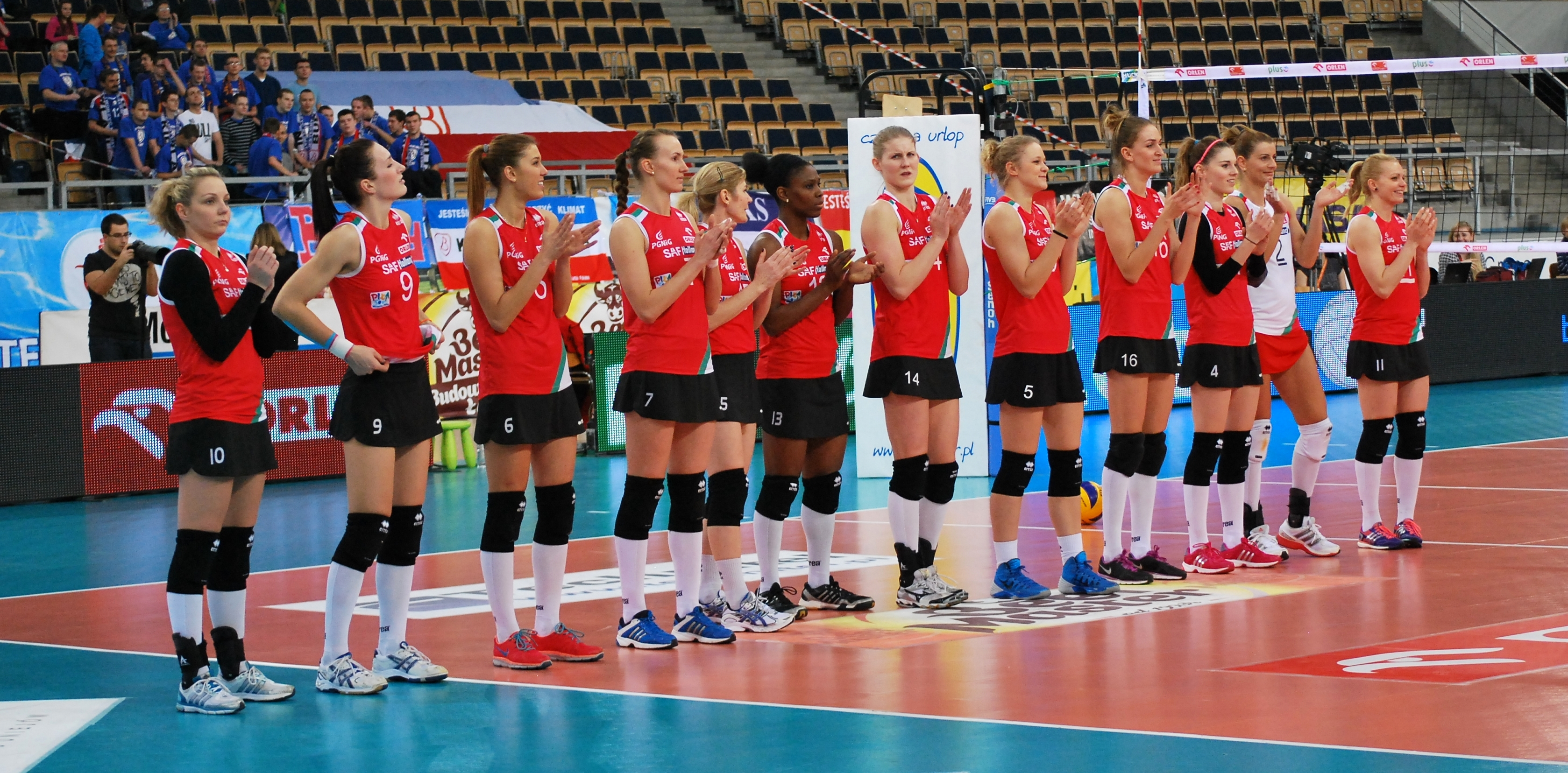
Zawodniczki PTPS-u Nafty Piła w sezonie 2013/2014

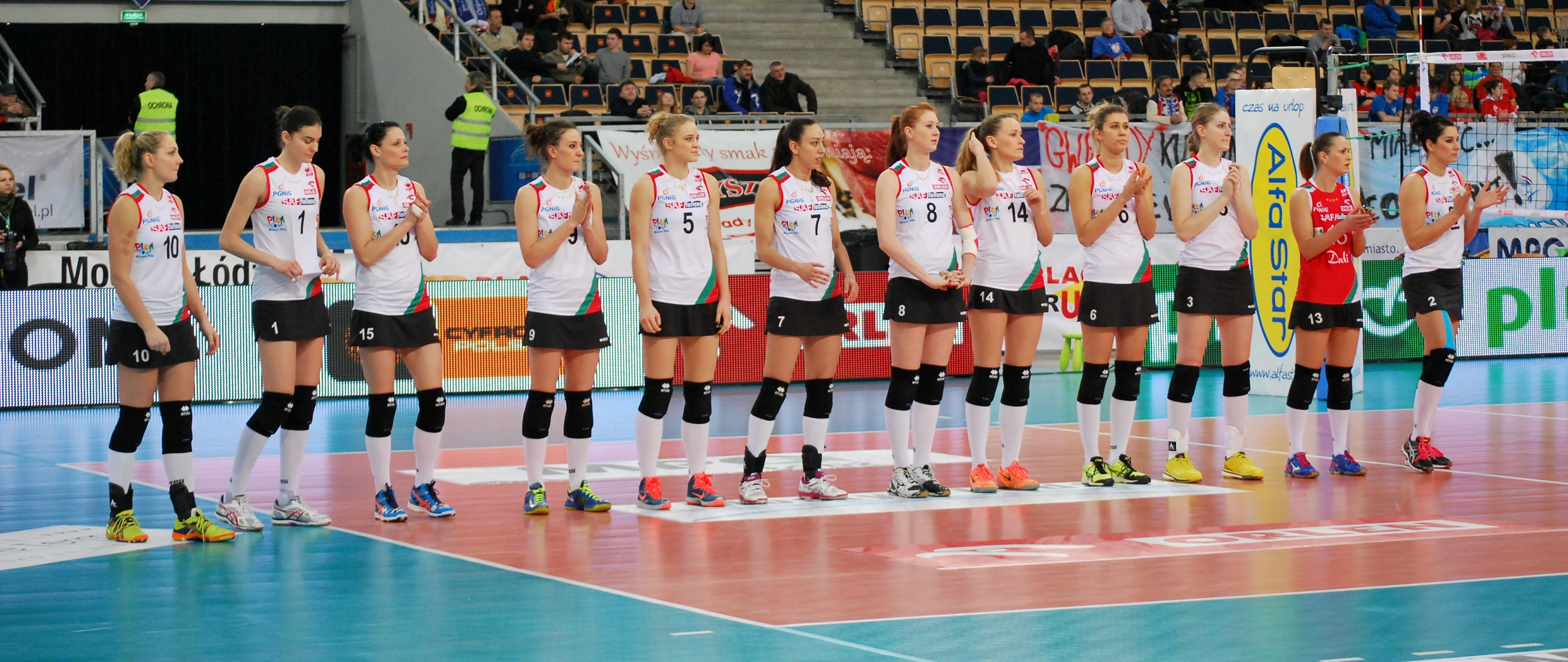
Zawodniczki PGNiG Nafty Piła w sezonie 2014/2015

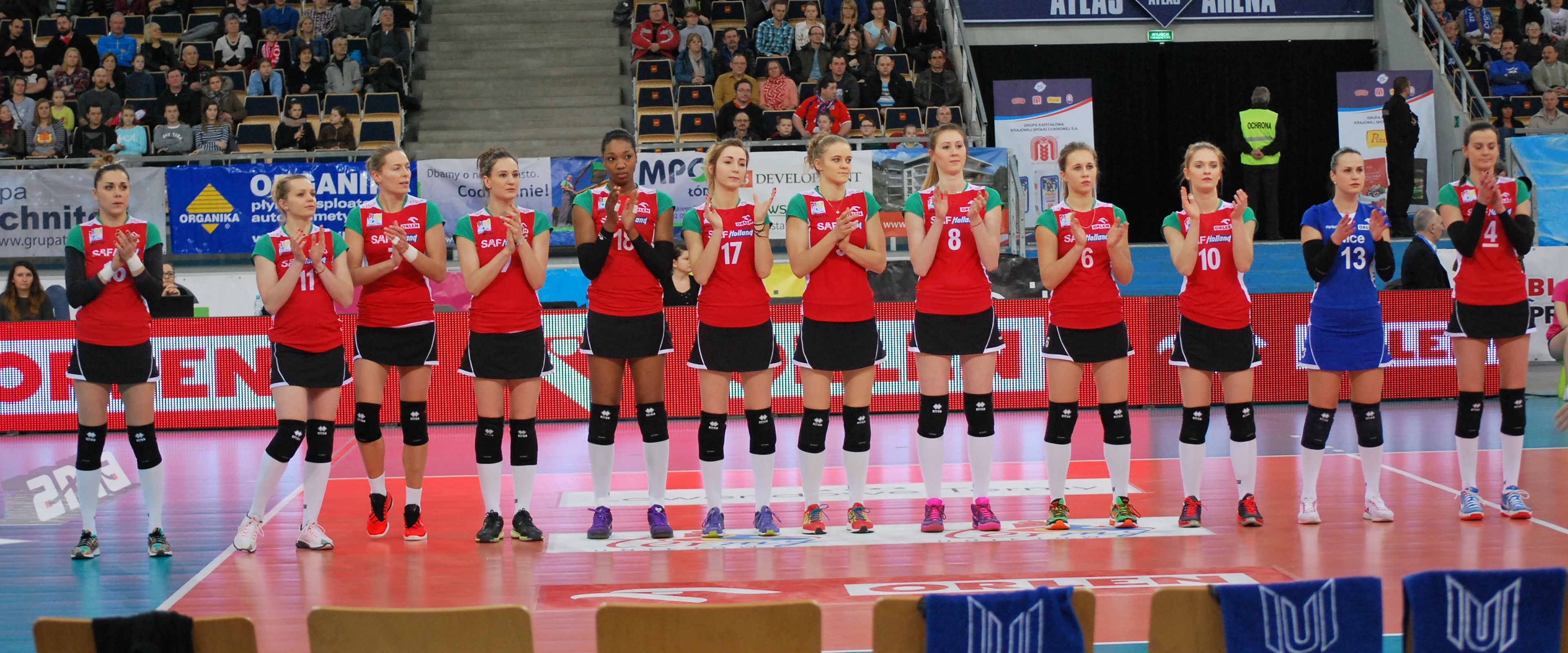
Zawodniczki Enea PTPS-u Piła w sezonie 2015/2016

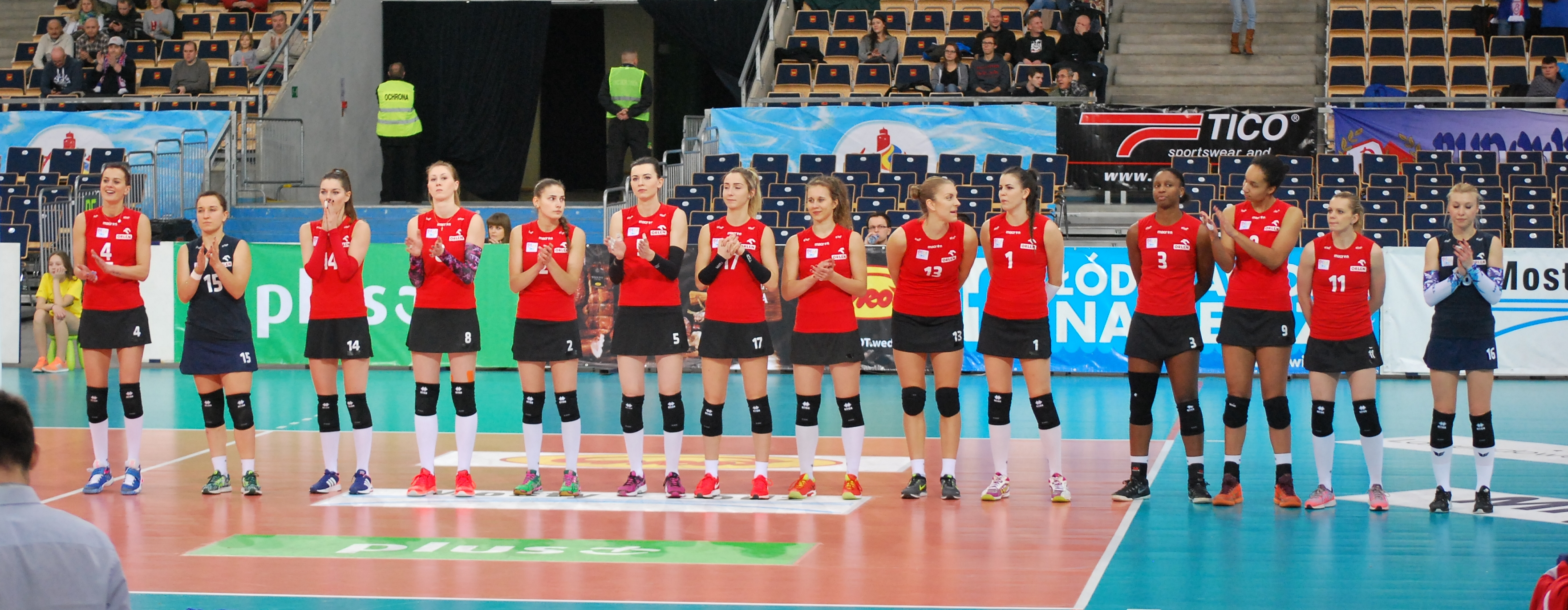
Zawodniczki Enea PTPS-u Piła w sezonie 2016/2017

PTPS Piła − polski kobiecy klub siatkarski z siedzibą w Pile, założony w 1993 roku. Klub zakończył działalność w kwietniu 2021 roku ze względu na problemy organizacyjno-finansowe, przez co musiał zrezygnować z występów w I lidze. W zamian został utworzony nowy klub - KS Piła startujący w sezonie 2023/2024 w I lidze.
Od 5 lipca 2012 roku do kwietnia 2021 klub działał jako spółka akcyjna.
Klub prowadził także zespoły juniorek, kadetek i młodziczek.

## Historia
- 1979-1989: WKS Sokół Piła − utworzenie sekcji siatkówki kobiet w klubie WKS Sokół
- 1989-1993: WKS Sokół/Ekolog Piła − sponsorem zostało przedsiębiorstwo "Ekolog"
- 1993-1995: PTPS Prasa Piła − rozwiązanie sekcji w klubie WKS Sokół, przejęcie zespołu przez nowo utworzony klub
- 1995-2001: PTPS Nafta Piła − sponsorem strategicznym został holding "PGNiG"
- 2001-2006: PTPS Nafta-Gaz Piła
- 2006-2007: PTPS Nafta Piła − wycofanie się "PGNiG" ze sponsoringu
- 2007-2009: PTPS Farmutil Piła − sponsorem strategicznym został holding "Farmutil"
- 2009-2013: PTPS Piła − wygasł kontrakt sponsorski z Farmutilem
- 2013-2015: PGNiG Nafta Piła
- 2015-2016: PTPS Piła
- 2016-2021: Enea PTPS Piła − rozwiązanie umowy sponsorskiej z Eneą[4][5]
- 2021: PTPS Piła

## Sukcesy
Mistrzostwa Polski
- 1. miejsce: 1999, 2000, 2001, 2002
- 2. miejsce: 2006, 2007, 2008
- 3. miejsce: 2005, 2009

 Puchar Polski
- Zdobywca: 2000, 2002, 2003, 2008
- Finalista: 2006

 Superpuchar Polski
- Zdobywca: 2008

 Puchar Europy Mistrzyń Krajowych
- 4. miejsce: 2000

## Bilans sezon po sezonie
| Sezon   | Liga | Miejsce               |
| ------- | ---- | --------------------- |
| 1993/94 | I B  | 1.                    |
| 1994/95 | bd   | bd                    |
| 1995/96 | bd   | bd                    |
| 1996/97 | I B  | 1.                    |
| 1997/98 | I A  | 6.                    |
| 1998/99 | I A  | 1.                    |
| 1999/00 | I A  | 1.                    |
| 2000/01 | I A  | 1.                    |
| 2001/02 | I A  | 1.                    |
| 2002/03 | I A  | 5.                    |
| 2003/04 | I A  | 4.                    |
| 2004/05 | I A  | 3.                    |
| 2005/06 | LSK  | 2.                    |
| 2006/07 | LSK  | 2.                    |
| 2007/08 | LSK  | 2.                    |
| 2008/09 | PLK  | 3.                    |
| 2009/10 | PLK  | 6.                    |
| 2010/11 | I    | 1.                    |
| 2011/12 | PLK  | 6.                    |
| 2012/13 | OL   | 6.                    |
| 2013/14 | OL   | 9.                    |
| 2014/15 | OL   | 10.                   |
| 2015/16 | OL   | 8.                    |
| 2016/17 | OL   | 11.                   |
| 2017/18 | LSK  | 5.                    |
| 2018/19 | LSK  | 9.                    |
| 2019/20 | LSK  | 8.                    |
| 2020/21 | TL   | 12.                   |
| 2021/22 | I    | wycofanie z rozgrywek |